# Васиньи (кантон)
Васиньи́ (фр. Wassigny) — упраздненный кантон во Франции, регион Пикардия. Департамент кантона — Эна. Входил в состав округа Вервен. Население кантона на 2010 год составляло 6 624 человек.
Код INSEE кантона — 0237. Всего в кантон Васиньи входило 15 коммун, из них главной коммуной являлась Васиньи.

## Коммуны кантона
В состав кантона входили коммуны (население по данным Национального института статистики Архивная копия от 16 декабря 2013 на Wayback Machine за 2010 г.):
- Аннап — население 289 чел.
- Васиньи — население 973 чел.
- Венероль — население 216 чел.
- Во-Андиньи — население 959 чел.
- Гран-Верли — население 149 чел.
- Гружи — население 385 чел.
- Ла-Валле-Мюлатр — население 146 чел.
- Менвре — население 664 чел.
- Молен — население 147 чел.
- Пети-Верли — население 188 чел.
- Рибовиль — население 82 чел.
- Сен-Мартен-Ривьер — население 125 чел.
- Тюпиньи — население 364 чел.
- Уази — население 428 чел.
- Этрё — население 1 509 чел.

## Экономика
Структура занятости населения :
- сельское хозяйство — 12,8 %
- промышленность — 32,7 %
- строительство — 9,4 %
- торговля, транспорт и сфера услуг — 24,1 %
- государственные и муниципальные службы — 21,0 %

## Политика
На президентских выборах 2012 г. жители кантона отдали в 1-м туре 32,0 % голосов Марин Ле Пен против 27,8 % у Франсуа Олланда и 21,0 % у Николя Саркози, во 2-м туре в кантоне победил Олланд, получивший 55,9 % (2007 г. 1 тур: Саркози — 24,8 %, Сеголен Руаяль — 22,8 %; 2 тур: Саркози — 50,4 %). На выборах в Национальное собрание в 2012 г. по 3-му избирательному округу департамента Эна они поддержали кандидата Социалистической партии Жана-Луи Брику, получившего 41,6 % голосов в 1-м туре и 57,3 % голосов — во 2-м туре.
|  | Кандидат     | Партия                    | % голосов |
|  | ------------ | ------------------------- | --------- |
|  | Шарль Ватель | Социалистическая партия   | 55,43     |
|  | Реми Фуа     | Союз за народное движение | 44,57     |